# Ladislav Jásek
Ladislav Jásek (16. listopadu 1929 Mořina u Berouna – březen 2023) byl český houslista, žák Bedřicha Voldana a Jindřicha Felda. V letech 1948–52 studoval na Akademii múzických umění u Jaroslava Pekelského. Studoval též klavírní hru u Ilony Štěpánové. Po absolutoriu se věnoval koncertní činnosti a zúčastnil se řady mezinárodních soutěží, např. v roce 1947 soutěže Pražského jara (2. cena a cena Jana Kubelíka), v roce 1955 Thibaudovy soutěže v Paříži (5. místo), v roce 1956 soutěže C. Fleshe v Londýně (1. místo). Následovala koncertní turné do Polska, Belgie, Německa, Anglie. Významná byla zejména jeho spolupráce s klavíristou Josefem Hálou, s nímž v roce 1959 uskutečnil turné do Austrálie, Indie a Japonska a v roce 1962 znovu do Japonska. V té době působil již tři roky v Austrálii jako pedagog houslové hry a houslový virtuos. Do Austrálie se po krátkém pobytu v Československu (návrat 1963) opět vrátil, vyučoval také na mistrovských kurzech v Japonsku a dalších zemích.
Byl vyhledávaným sólistou, ale i komorním hráčem, uskutečnil řadu nahrávek pro československé i zahraniční nahrávací společnosti.